# Nikolas Brino
Nikolas Brino, Nikolas Landon Brino, född 21 september 1998 i Woodland Hills, Kalifornien, USA. Spelar David Camden i TV-serien Sjunde himlen.
Nikolas är fyrling.